# Gare de Saléchan - Siradan
Gare de Saléchan - Siradan vasútállomás Franciaországban, Saléchan településen.

## Vasútvonalak
Az állomást az alábbi vasútvonalak érintik:
- Montréjeau-Gourdan-Polignan-Luchon-vasútvonal

## Kapcsolódó állomások
A vasútállomáshoz az alábbi állomások vannak a legközelebb: